# Deco Vs Deco 〜デコ対デコ〜
『Deco Vs Deco 〜デコ対デコ〜』（デコ ヴァーサス デコ）は、日本のロックバンド・マキシマム ザ ホルモンの映像作品。2008年6月18日にバップより発売された。価格は4,890円（“シャクレ”価格）。

## 概要
- ディスク1には2007年10月12日にZepp東京で行われた「ぶっ生き返すツアー2007」ファイナルのライブ映像とPVを収録。
- ディスク2にはオフショット映像などを収録。
- ディスク3には10-FEETとのスペシャルコラボユニット「ビタミン7」のライブを含むライブ映像を収録。なお、オープニングには「DVDを見るための試練」が収録されている。
- 「Dam Vs Dam」のジャケットのダムの写真は上部が黒部ダム、下部が早明浦ダムの写真を使用している。

## 収録曲

### Disc 1 Deco Vs Deco
- 「ぶっ生き返すツアー2007」ファイナル
  1. What's up, people?!
6thシングル「ざわ…ざわ…ざ‥ざわ……ざわ」、4thアルバム『ぶっ生き返す』収録曲。
  2. 包丁・ハサミ・カッター・ナイフ・ドス・キリ
5thシングル「包丁・ハサミ・カッター・ナイフ・ドス・キリ／霊霊霊霊霊霊霊霊魔魔魔魔魔魔魔魔」、5thアルバム『ロッキンポ殺し』収録曲。
  3. 糞ブレイキン脳ブレイキン・リリィー
4thアルバム『ぶっ生き返す』収録曲。
  4. ポリスマンベンツ
4thアルバム『ぶっ生き返す』収録曲。
  5. 恐喝〜kyokatsu〜
4thアルバム『ぶっ生き返す』収録曲。
  6. 絶望ビリー
4thアルバム『ぶっ生き返す』収録曲。
  7. ぶっ生き返す!!
4thアルバム『ぶっ生き返す』収録曲。
  8. ビキニ・スポーツ・ポンチン
4thアルバム『ぶっ生き返す』収録曲。
  9. 上原〜FUTOSHI〜
3rdアルバム『ロッキンポ殺し』収録曲。
  10. シミ
4thアルバム『ぶっ生き返す』収録曲。
  11. ルイジアナ・ボブ
7thシングル「恋のメガラバ」4thアルバム『ぶっ生き返す』収録曲。
  12. ブラック￥パワーGメンスパイ
6thシングル「ざわ…ざわ…ざ‥ざわ……ざわ」、4thアルバム『ぶっ生き返す』収録曲。
  13. falling jimmy
3rdアルバム『ロッキンポ殺し』収録曲。
  14. ROLLING 1000tOON
3rdシングル「延髄突き割る」、5thアルバム『ロッキンポ殺し』収録曲。
  15. 恋のメガラバ
7thシングル「恋のメガラバ」、6thアルバム『ぶっ生き返す』収録曲。
  16. チューチュー ラブリー ムニムニ ムラムラ プリンプリン ボロン ヌルル レロレロ
4thアルバム『ぶっ生き返す』収録曲。
  17. 握れっっ!!
1stアルバム『耳噛じる』収録曲。

- ビデオクリップ
  1. What's up, people?!
  2. 恋のメガラバ
  3. 絶望ビリー
  4. ぶっ生き返す!!
  5. ビキニ・スポーツ・ポンチン
DVD用に新たに撮りおろされた。

### Disc 2 Deco Vs Deco
1. ホルモンオフショット映像
2. 亮君の挑戦状Ⅱ 〜亮君の不思議なダンジョン〜

### Disc 3 Dam Vs Dam
- ドキュメンタリー地獄絵図
  1. デブVSホルモン 〜上原太デブちゃうやん!〜 (2006.2.25)
  2. すっぴんメス豚VSホルモン 〜まゆ毛ないやん!〜 (2006.2.26)
  3. ガリガリ君VSホルモン 〜骨ぶつかって痛いやん!〜 (2007.4.29)
  4. ジジババVSホルモン 〜ジジババだってモッシュしたいやん!〜 (2007.4.29)

- 特選ライブ映像
  1. 蘇生公演 (STUDIO COAST 2007.10.17)
  2. 恋のメガラバツアーFINAL (渋谷AX 2006.9.29)
  3. ビタミン7 (ダーツツアーファイナル渋谷O-EAST 2006.6.19)
「ビタミン7」は、10-FEETの8thシングル「OVERCOME」収録曲。